# Venus de Gavà
La Venus de Gavà és una representació antropomorfa femenina de ceràmica trobada en el rebliment del pou d'una de les mines prehistòriques de Gavà que durant el Neolític es van obrir per extraure variscita. Actualment està exposada al Museu de Gavà.

## Procedència
La Venus de Gavà es va localitzar al jaciment arqueològic de les Mines Prehistòriques de Gavà. Es va trobar incompleta i trencada en diversos fragments repartits per diferents nivells (des del 2 fins al 8) del jaciment del pou de la mina 16, entre els anys 1992 i 1994.
La terra d'aquest farciment era argila i contenia un elevat i variat conjunt de materials arqueològics que podrien ser considerats rebuig o deixalles domèstiques, de treball miner, producció d'ornaments corporals o enderroc d'estructures d'hàbitat: restes de recipients de ceràmica, indústria lítica (puntes de fletxa, fulles de falç, perforadors, aixes i destrals de pedra polida, etc.), pics i malls de mineria, un gran nombre de peces de variscita trencades durant el procés d'elaboració, ossos d'animals consumits (domèstics, salvatges, peixos, etc.), restes botàniques i material de construcció en terra.

## Cronologia
S'han realitzat sis datacions amb carboni 14 sobre carbons procedents dels diferents nivells del rebliment del pou de la mina on es van localitzar els diferents fragments. Totes les datacions li donen una cronologia entre els anys 4000 i 3750 aC, és a dir, al Neolític Mitjà Català (Sepulcres de Fossa). Tant el tipus de decoració com l'acabat de la peça també la situen en aquest moment. Aquesta cronologia correspon al segon moment d'explotació minera del jaciment.

## Elaboració
Aquesta representació està elaborada amb ceràmica de molt bona qualitat. La pasta és de color vermell mentre que les superfícies interna i externa són negres amb acabat brunyit. El gruix de les partes és més o menys constant, d'uns 5 mm, i el desengreixant principalment és de quars i d'una mida inferior a 1 mm.
Presenta tres sistemes decoratius: el relleu per al nas, les extremitats superiors i els ulls; l'esgrafiat amb incisions molt fines per l'ornamentació corporal (braçalets, collar i anells), vestuari i pestanyes, i pintat com a complement de l'esgrafiat, atès que només es troba una pasta blanca (potser elaborada amb pols de petxines triturades) incrustada dins les línies incises.

## Descripció
La peça es va trobar trencada en diferents fragments, dels quals es van poder remuntar set. La part conservada fa 16 cm d'alçada, 11 cm d'amplada i 6,6 cm de profunditat. Es distingeix la meitat esquerra de la cara i part de la part dreta, i la part superior de l'abdomen. El cap i els braços estan units directament al cos; no es representen el coll ni la boca.
A la cara es representen els ulls i el nas. Els ulls tenen forma de sol amb el centre en relleu i les pestanyes incises. El nas, també en relleu, és estret i allargat, la seva prominència decreix a la part inferior on es representen els dos orificis nasals. Sota el nas hi ha un motiu incís en forma de pinta (una línia horitzontal de la qual pengen setze línies verticals més curtes i paral·leles entre elles) i una línia trencada ascendent a cada banda representant un collaret.
Els pits i les extremitats superiors estan en relleu. Els braços estan doblegats en angle recte pels colzes. Estan ornamentats amb braçalets agrupats i paral·lels, vuit a la part inferior d'ambdós braços i quatre a la part superior del braç esquerre. Les mans estan obertes, amb els palmells recolzats sobre el ventre. Els dits estan representants i als de la mà dreta s'observen anells esgrafiats.
De la zona abdominal només es conserva la part superior, que és voluminosa, com si fos un embaràs. Al centre s'observa incís l'extrem d'un motiu en espiga en posició vertical invertida que podria representar la vulva, i unes línies horitzontals i paral·leles que podrien ser una faldilla.
Els elements representats mostren un cànon desproporcionat, però la seva estructura és simètrica respecte a un eix vertical que passa pel nas, el pectiniforme i les mans. També s'observa una organització en eixos verticals (nas–mans, ulls–pits i braços) i horitzontals (ulls, pits i avantbraços).

## Paral·lelismes
Tot i que la Venus de Gavà és una peça única i singular hi ha altres peces neolítiques que mostren alguna semblança a ella, tant dins com a fora de la península Ibèrica.
A França hi ha la deessa de Capdenac-le-Haut (Departament d'Òlt, regió de Migdia-Pirineus), esculpida sobre roca i datada cap al 3000 aC. Comparteixen els ulls circulars en relleu, el nas llarg, i els braços enganxats al cos, amb els colzes doblegats i les mans recolzades sobre el ventre, sota els pits.
Amb l'ídol de Gaban (figureta d'os del jaciment de Riparo Gaban, a Trento, Itàlia), comparteix el motiu decoratiu pectiniforme (forma d'espiga invertida) i raminiforme com a representació de la vulva.
La Dama de Kökénydomb (Hongria) (cultura de Tisza, Neolític Final) és potser amb qui té una major semblança. Es tracta d'una figura de ceràmica de forma femenina asseguda. Té els pits en relleu; els braços doblegats pels colzes, enganxats al cos i decorats amb braçalets; i les mans sobre el ventre.
Ja a la península Ibèrica, els motius solars es poden trobar en ceràmiques localitzades en coves de la serralada Subbètica cordovesa, com la Cueva de los Murciélagos (Zuheros), la Cueva del Muerto (Carcabuey) i la Cueva Negra (Rute). Del jaciment de Costamar (Torre de la Sal, a la Ribera de Cabanes, Cabanes, Castelló) prové un recipient ceràmic amb motius solars a manera d'ulls en la seva decoració antropomòrfica.
A més de ser freqüent els motius soliformes, pectiniformes i raminiformes a l'art rupestre esquemàtic del litoral mediterrani.
Es poden veure moltes d'aquestes figures i daltres que no es descriuen més amunt, al mapa interactiu sobre la Venus de Gavà, Patrimoni de Gavà, Ajuntament de Gavà.

## Significat
La Venus de Gavà podria ser una mostra de l'estructura ideològica de la societat neolítica de Gavà. Al tractar-se d'una figura femenina en estat d'embaràs s'ha relacionat amb el culte a la fecunditat o a la deessa Mare durant el Neolític.
Al VI i V mil·lenni aC a la zona sírio–palestina es troben representacions femenines, generalment assegudes i en moltes ocasions embarassades. L'expansió d'aquest tema va unit a l'agricultura i a la sedentarització, com a simbolisme de la fertilitat de la terra, una resposta a la manera de vida agrícola. Al mateix succeiria amb les anomenades deesses prenyades de la zona dels Balcans, també vinculades a cultes a la fertilitat.
Tot i que la semblança d'aquestes figures procedents de jaciments tan llunyans entre ells ens mostra un culte generalitzat a la fecunditat, aquest podria ser diferent a cada societat. No necessàriament ha de referir-se tan sols a la fertilitat en sentit agrícola, sinó també al mineral de la terra. En aquest aspecte, a les mines de sílex de Grimes Graves (Norfolk, Gran Bretanya) es va trobar una figura femenina de guix dintre d'un pou miner.
Igual que en el cas de la Venus de Gavà, moltes d'aquestes figures es troben trencades i amb una dispersió de fragments difícilment explicable per processos postdeposicionals. Podria ser degut al fet que aquestes representacions no eren objecte de veneració sinó que tenien una funció específica o eren utilitzades durant determinats actes o ocasions, després dels quals serien amortitzades.